# 查令十字車站 (格拉斯哥)
查令十字車站是位於英國蘇格蘭格拉斯哥查令十字的一座火車站。與倫敦查令十字車站不同，格拉斯哥查令十字車站是由蘇格蘭鐵路管理，位於北克萊德綫的蘇格蘭火車站。車站的歷史可以追溯到1886年。

## 歷史
作爲格拉斯哥市郊鐵路（蘇格蘭第一條地下鐵路）的一部分，車站采取明挖回填的方法建成。在月臺的露天部分可以見到最初興建時的加固墻體。緊鄰索契哈爾街、米切爾圖書館、格拉斯哥國王劇院所在的金融區，以及臨近阿蓋爾所在的安德斯敦車站，使得此車站一度繁忙，地位曾相當於位於愛丁堡的甘草市場車站。但1960年格拉斯哥高速公路内環綫（M8高速公路的一部分）的主匝道定位於查令十字後，車站的通勤地位不復以往。
在1960年代末修築匝道入口的過程中，車站地面建築被拆除。1970年進行上蓋開發的建築物保留至今，目前由普瑞米爾酒店租用。1995年配合無障礙環境工程，將電梯延伸至月臺，亦進行小規模翻新。翻新工程包括興建一所有人值守售票處，以及一處WH史密斯投資的分店單位。

## 班次
周一至周六的日間班次如下：
半時一班：
愛丁堡至米加維
愛丁堡至海倫堡中央，普快
愛迪爾經停辛格至巴諾
坎博努經停攸克至鄧巴頓中央
米加維至愛丁堡，特快
鄧巴頓中央至坎博努
巴諾至愛迪爾
海倫堡中央之愛丁堡威瓦利
周一至周六的夜間班次如下：
半時一班：
愛丁堡經停攸克至海倫堡中央，特快
愛迪爾經停辛格至巴諾
坎博努經停攸克至鄧巴頓中央
海倫堡中央至愛丁堡，特快
鄧巴頓中央經停約博至坎博努
巴諾至愛迪爾
周日班次如下：
半時一班：
愛丁堡至海倫堡中央
海倫堡中央至愛丁堡
一時一班：
坎博努至帕崔克
帕崔克至坎博努

## 圖集

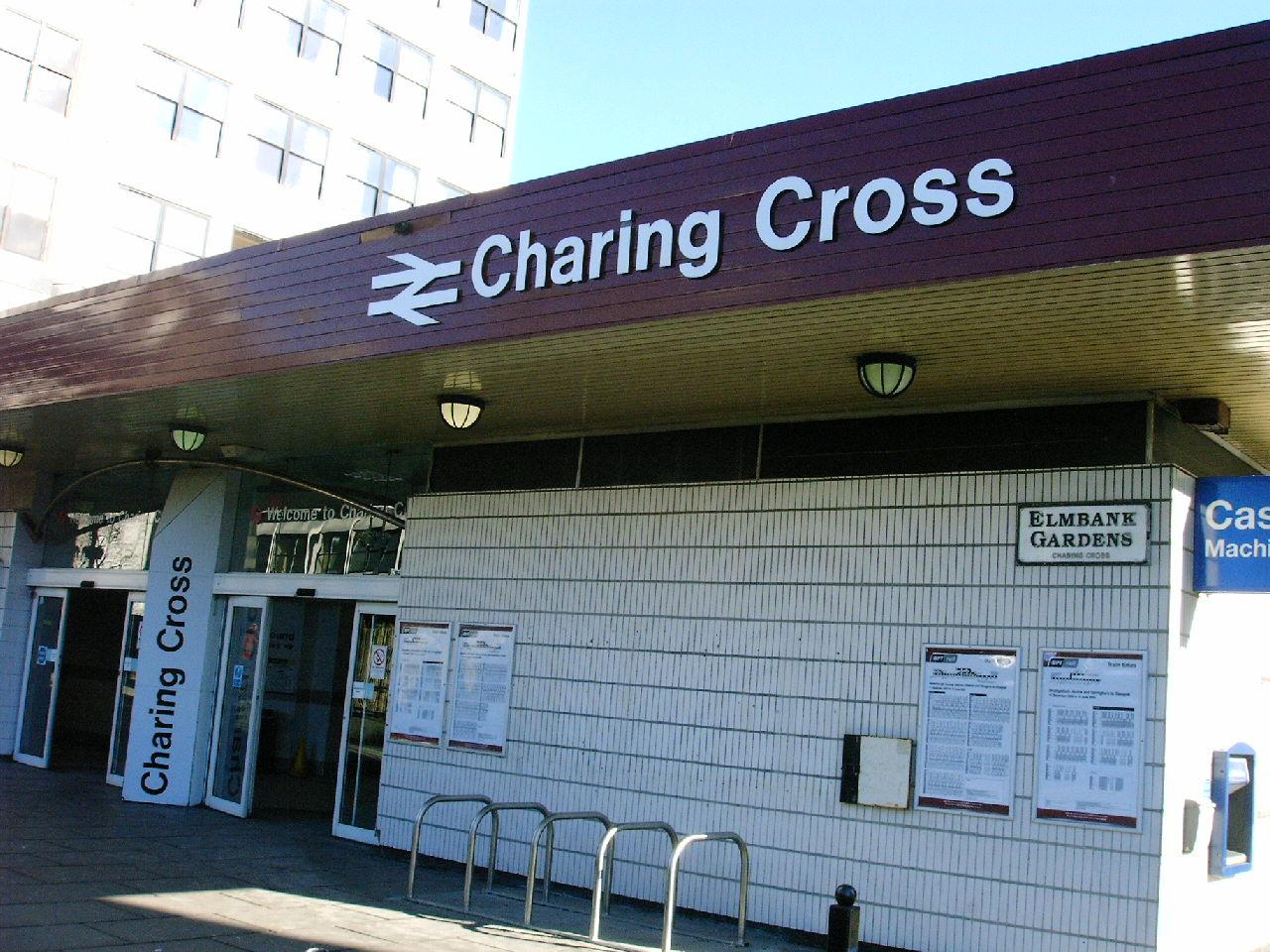
格拉斯哥查令十字出入站口
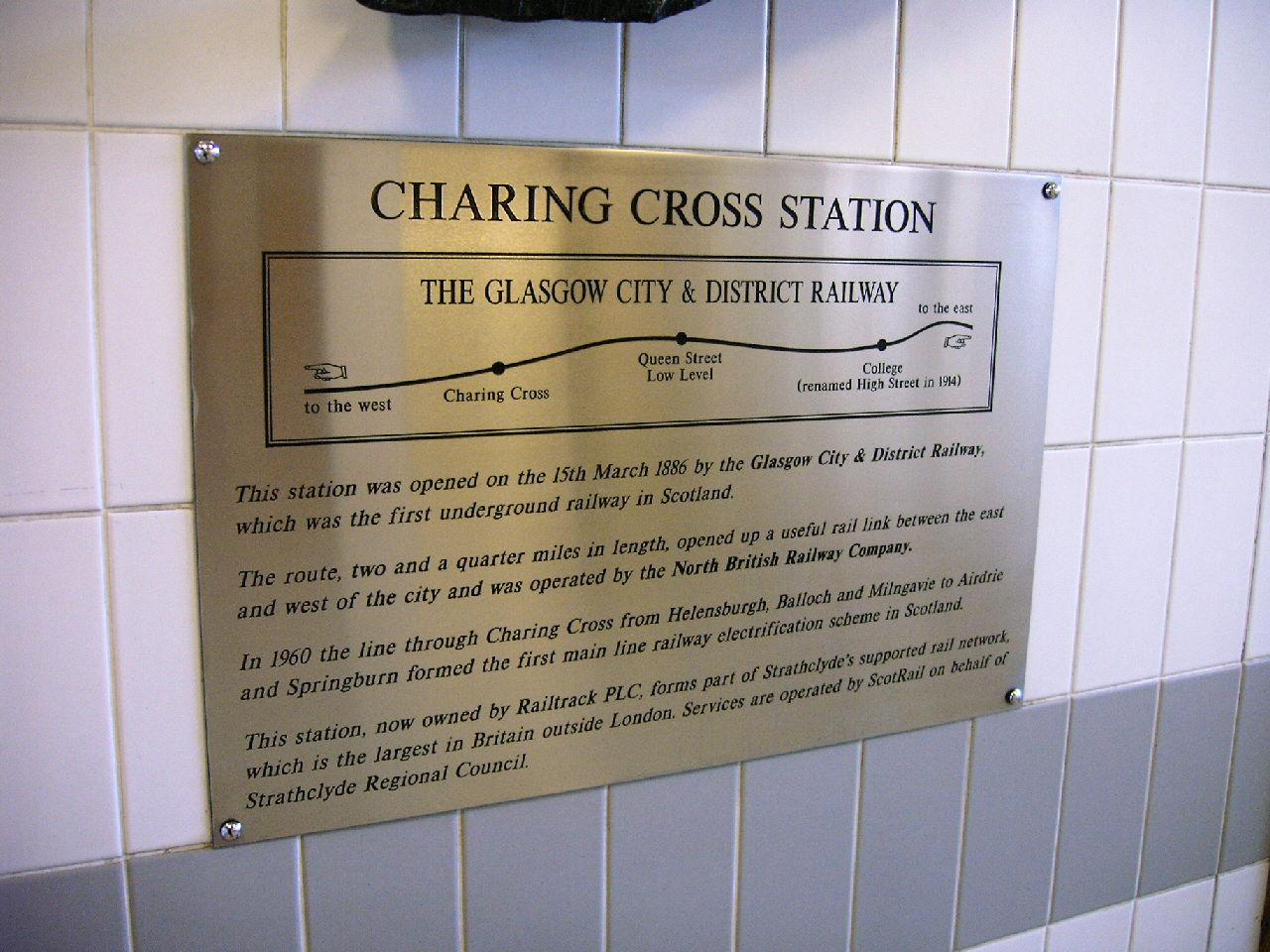
售票處旁車站歷史的簡介銘牌

## 外部資源
- Butt, R. V. J.  1st. Sparkford: Patrick Stephens Ltd. 1995-10. ISBN 978-1-85260-508-7. OCLC 60251199. OL 11956311M （英语）.
- Jowett, Alan.  1st. Sparkford: Patrick Stephens Ltd. 1989年3月. ISBN 1-8526-0086-1. OCLC 22311137.

- RAILSCOT on Glasgow City and District Railway （页面存档备份，存于）